# Тао (птица)
Тао, или серый тинаму (лат. Tinamus tao) — вид наземных птиц семейства тинаму родом из Южной Америки. Признано четыре подвида.

## Таксономия
Все тинаму из одноимённого семейства, а также из большой схемы бескилевых. Все бескилевые произошли от доисторических птиц, а тинаму являются их ближайшими живыми родственниками.
Тао имеет несколько подвидов:
- T. t. larensis ареал простирается в горных лесах центральной Колумбии и северо-западной Венесуэле.
- T. t. kleei ареал простирается на южной и центральной частях Колумбии, в восточном Эквадоре и Перу, восточной Боливии и западной Бразилии.
- T. t. septentrionalis ареал простирается на северо-востоке Венесуэлы и, возможно, северо-западе Гайаны.
- T. t. tao ареал простирается на северной и центральной частях Бразилии, дальнем востоке Перу и северо-западе Боливии.

## Описание
При полной длине в 46 см тао является одним из крупнейших тинаму. Как следует из названия вида, птица, в основном, серая. Спина и голова с чёрными крапинками, а его нижняя часть — коричневая. На голове и шее простираются белые пятна.

## Распространение и среда обитания
Тао встречается в западной и северной Бразилии, восточном Эквадоре и Перу, Колумбии к востоку от Анд, северной Венесуэле и Боливии, а также в Гайане.
Большая часть ареала, по существу, ограничена влажными тропическими низменными лесами, но в северной и дальней западной частях, в основном, встречается в горных лесах. Этот тинаму демонстрирует возможность использования вырубленных лесов. Как и у большинства других тинаму, можно часто слышать песни тао, однако он ведёт скрытый образ жизни и лишь изредка показывается на глазах.

## Поведение
Как и другие тинаму, самец высиживает яйца в гнезде, расположенном на крепких земляных подлесках. После инкубации самцы также заботится о птенцах в течение короткого периода времени, пока они не будут готовы встать на ноги. Тао питается фруктами и семенами с земли или кустов.

## Статус
Ранее эта птица рассматривалась МСОП как вид, находящийся под наименьшей угрозой, и площадь ареала составляла 3,600,000 км² . В 2012 году он был причислен к уязвимым.